# نوربرت ساماريدي
نوربرت ساماريدي (بالمجرية: Szemerédi Norbert)‏ هو لاعب كرة قدم مجري في مركز حراسة المرمى، ولد في 8 ديسمبر 1993 في سكسارد في المجر. لعب مع نادي باكسي ونادي بودابست هونفيد.

## وصلات خارجية
- نوربرت ساماريدي على موقع قاعدة بيانات كرة القدم.إي يو (الإنجليزية)
- نوربرت ساماريدي على موقع Soccerway.com (الإنجليزية)